# Puntallana
Puntallana este o arie protejată (arie specială de conservare — SAC, sit de importanță comunitară — SCI) din Spania întinsă pe o suprafață de 285,7 ha, integral pe uscat.

## Localizare
Centrul sitului Puntallana este situat la coordonatele 28°07′39″N 17°06′55″W / 28.1275°N 17.1153°V.

## Înființare
Situl Puntallana a fost declarat sit de importanță comunitară în octombrie 1999 pentru a proteja 2 specii de plante. Situl a fost protejat și ca arie specială de conservare în ianuarie 2010.

## Biodiversitate
Situată în ecoregiunea , aria protejată conține 5 habitate naturale: Tufărișuri termo-mediteraneene și de pre-deșert, Plantații de palmieri Phoenix, Pante stâncoase silicioase cu vegetație casmofită, Faleze cu floră endemică de pe coastele macaroneziene, Dune mobile cu vegetație embrionară.
La baza desemnării sitului se află mai multe specii protejate de  plante (2): Ceropegia dichotoma subsp. krainzii, Sideritis marmorea.